# Copa de Islas Feroe 2024
La Copa de Islas Feroe 2024 fue la septuagésima —70.°—  edición de la Copa de Islas Feroe. El torneo empezó el 24 de abril de 2024 con los partidos de la primera ronda  y finalizó el 2 de noviembre del mismo año con la final.
HB Tórshavn conquistó su 30º título tras ganar en la final al B36 Tórshavn en los penales.

## Desarrollo

### Primera ronda
| Local        | Resultado      | Visitante       | Fecha       | Hora  | Estadio        |
| ------------ | -------------- | --------------- | ----------- | ----- | -------------- |
| FC Suðuroy   | 0-2            | TB Tvøroyri     | 24 de abril | 17:30 | Á Eiðinum      |
| B71 Sandoy   | 1-1 (5-6 pen.) | Argja Bóltfelag | 24 de abril | 17:30 | Inni í Dal     |
| FC Hoyvík    | 1-3            | Víkingur Gøta   | 24 de abril | 17:30 | Hoyvíksvøllur  |
| KÍ           | 2-3            | HB Tórshavn     | 24 de abril | 18:30 | Við Djúpumýrar |
| B68 Toftir   | 1-0            | ÍF              | 25 de abril | 15:00 | Svangaskarð    |
| EB/Streymur  | 5-0            | 07 Vestur       | 25 de abril | 17:30 | Við Margáir    |
| B36 Tórshavn | 3-1            | Skála           | 25 de abril | 19:00 | Gundadalur     |

### Cuartos de final
| Local         | Resultado      | Visitante       | Fecha     | Hora  | Estadio     |
| ------------- | -------------- | --------------- | --------- | ----- | ----------- |
| Víkingur Gøta | 3-0 (pró.)     | Argja Bóltfelag | 8 de mayo | 18:00 | Sarpugerði  |
| TB Tvøroyri   | 1-1 (5-4 pen.) | B68 Toftir      | 9 de mayo | 14:00 | Við Stórá   |
| B36 Tórshavn  | 3-2 (pró.)     | NSÍ Runavík     | 9 de mayo | 15:00 | Gundadalur  |
| EB/Streymur   | 1-3 (pró.)     | HB Tórshavn     | 9 de mayo | 16:00 | Við Margáir |

### Semifinales
| Fecha        | Hora  | Local         | Resultado | Visitante     | Estadio    |
| ------------ | ----- | ------------- | --------- | ------------- | ---------- |
|              |       | TB Tvøroyri   | 1−3       | B36 Tórshavn  |            |
| 29 de mayo   | 16:30 | TB Tvøroyri   | 1:0       | B36 Tórshavn  | Við Stórá  |
| 19 de junio  | 17:30 | B36 Tórshavn  | 3:0       | TB Tvøroyri   | Gundadalur |
|              |       | HB Tórshavn   | 5−3       | Víkingur Gøta |            |
| 29 de mayo   | 18:30 | HB Tórshavn   | 1:0       | Víkingur Gøta | Gundadalur |
| 23 de agosto | 17:30 | Víkingur Gøta | 3:4       | HB Tórshavn   | Sarpugerði |

### Final
| 2 de noviembre de 2024 | B36 | 2:2 (3:4 p.) | HB Tórshavn | Tórsvøllur, Tórshavn, Islas Feroe |                          |
| 15:00                  |     |              |             | Árbitro(s): Rúni Gaardbo          | Árbitro(s): Rúni Gaardbo |

## Goleadores
- Actualizado el 2 de noviembre de 2024

| Pos. | Jugador             | Equipo   | Goles |
| ---- | ------------------- | -------- | ----- |
| 1    | Zean Dalügge        | B36      | 4     |
|      | Hanus Sørensen      | HB       | 3     |
|      | Marius Kryger Lindh | B36      | 3     |
|      | Mikkel Dahl         | HB       | 3     |
|      | Sølvi Vatnhamar     | Víkingur | 3     |